# Kippumjo
Das Kippumjo oder Gippeumjo (unterschiedlich übersetzt als Pleasure Group, Pleasure Squad, Pleasure Brigade oder Joy Division) ist eine angebliche Zusammenstellung von Gruppen von etwa 2000 Frauen und Mädchen, die vom „Obersten Führer“ der Demokratischen Volksrepublik Korea unterhalten wird, um Vergnügen (meist sexueller Natur) und Unterhaltung für hochrangige Funktionäre der Partei der Arbeit Koreas und deren Familien sowie gelegentlich auch hochrangige Gäste zu bieten.
Die südkoreanische Zeitung Chosun Ilbo sagte, dass die Gruppe, die früher für Kim Jong-uns Vater, Kim Jong-il, tätig war, kurz nach dem Tod des älteren Kim im Dezember 2011 aufgelöst wurde. Die Mitglieder wurden angeblich dazu gebracht, eine Geheimhaltungserklärung gegen Geld und Geschenke zu unterzeichnen. Dem Papier zufolge erhielten die Frauen, die als Entertainerinnen arbeiteten, einen Geldbetrag im Wert von 4000 Dollar, bevor sie in ihre Heimatstädte zurückkehrten. Die Mädchen in der Truppe erhielten auch eine Entschädigung in Form von Haushaltsgeräten.
Außerhalb Nordkoreas ist wenig über das Gippeumjo bekannt. Informationen sind trotzdem allmählich durch Berichte von Nordkoreanern, die übergelaufen sind, entstanden, insbesondere von Kenji Fujimoto und Mi Hyang.

## Etymologie
Die ersten beiden Silben des Namens, gippeum, sind ein koreanisches Wort, das Freude oder Glück bedeutet. Das Suffix jo (組) ist ein chinesisch-koreanisches Wort, das eine Gruppe von Personen beschreibt, ungefähr analog zu den Begriffen Trupp oder Mannschaft. Kim Il-sung soll dieses Frauenkorps in dem Glauben gegründet haben, dass sexuelle Beziehungen mit jungen Frauen seinen Jing verstärken und seine Lebenskraft oder sein Gi (kor. 기 / 氣) verbessern würden.

## Geschichte
Das Gippeumjo soll 1978 während der Verwaltung von Kim Il-sung gegründet worden sein. Die erste Gruppe wurde von Lee Dong-ho, dem ersten stellvertretenden Direktor der Zentralabteilung Vereinigte Arbeitsfront der Partei der Arbeit Koreas, rekrutiert, um Kim im Munsu Chodaeso 문수 초대소 zu unterhalten. Im Jahr 2015 wurde die Rekrutierung und Ausbildung des Gippeumjo vom Fünften Stab der Organischen Leitung der Partei durchgeführt. Diese Praxis soll von Il-sungs Sohn Kim Jong-il bis zu seinem eigenen Tod im Jahr 2011 beibehalten worden sein.
Im April 2015 soll Kim Jong-un neue Mitglieder für sein eigenes Gippeumjo gesucht haben, nachdem die Mädchengruppe seines Vaters im Dezember 2011 aufgelöst wurde.

## Struktur
Jede Vergnügungsgruppe besteht aus drei Teams:
1. Manjokjo (hangul: 만족조; hanja: 滿足組) – ein Befriedigungsteam (das sexuelle Dienstleistungen anbietet)
2. Haengbokjo (hangul: 행복조; hanja: 幸福組) – ein Glücklichkeitsteam (das Massagen anbietet).
3. Gamujo (hangul: 가무조; hanja: 歌舞組) – ein Tanz- und Gesangsteam (dessen Mitglieder manchmal gebeten werden, halbnackt zu tanzen).

Mädchen aus dem ganzen Land werden nach staatlichen Kriterien als Gippeumjo-Mitglieder rekrutiert (eines davon ist, dass sie Jungfrauen sein müssen). Nach der Auswahl durchlaufen sie eine strenge Ausbildungszeit, wobei einige Haengbokjo-Mitglieder zur Massageausbildung nach Übersee geschickt werden. Gippeumjo-Mitglieder verlassen die Gruppe in der Regel im Alter von 22 oder 25 Jahren. Danach werden sie oft mit Mitgliedern der nordkoreanischen Elite verheiratet und manchmal auch mit Militäroffizieren, die Frauen suchen. Ihre frühere Mitgliedschaft im Gippeumjo wird geheim gehalten.